# Capparidia ghardaialis
Capparidia ghardaialis là một loài bướm đêm trong họ Crambidae.